# Pennsylvania Anti-Slavery Society

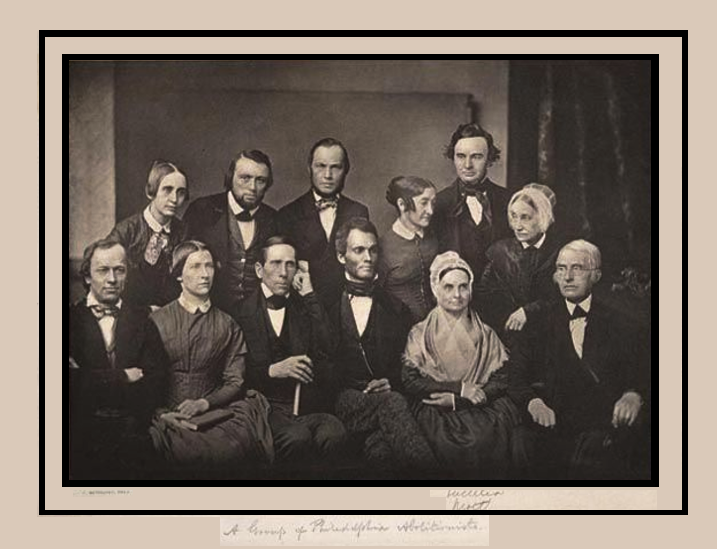
Fotografia del 1851 degli abolizionisti di Philadelphia, Pennsylvania Abolitionists Society fondata il 14 aprile 1775

La Pennsylvania Anti-Slavery Society fu fondata a Filadelfia, Pennsylvania, nel 1838. Tra i fondatori figuravano James Mott, Lucretia Mott, Robert Purvis e John C. Bowers.

## Storia
Nell'agosto 1850, William Still, mentre lavorava come impiegato per la Società, stava aiutando uno schiavo fuggitivo che si faceva chiamare "Peter Freedman". Poiché la storia del fuggitivo era simile a molte altre che aveva sentito prima, ci volle un po' per Still per rendersi conto che Freedman era il suo fratello perduto da tempo. Fu questo incidente che galvanizzò la determinazione di Still e lo costrinse a documentare il suo lavoro con la Underground Railroad, poi pubblicato nel 1872 come The Underground Rail Road Records.
Nel 1855, mentre lavoravano per la Società, Passmore Williamson e William Still aiutarono Jane Johnson a sfuggire alla schiavitù mentre si trovava a Filadelfia con il suo padrone, un noto membro del Congresso, John Hill Wheeler. Essendo una delle prime sfide alla legge sugli schiavi fuggitivi del 1850, il caso creò uno scandalo, con Williamson incarcerato per diversi mesi, accusato di sommossa, rapimento forzato e aggressione. Il giudice del caso respinse un affidavit da Johnson affermando che non c'era stato alcun sequestro di persona in quanto "non rilevante". Williamson alla fine trasformò la sua cella in un centro virtuale abolizionista, attirando visite da luminari come Frederick Douglass.
Robert Purvis, afroamericano figlio di un ricco commerciante bianco di cotone, fu un membro di spicco durante la vita dell'organizzazione.

## Pubblicazioni
Il giornale della Società, il National Enquirer, era diretto da Benjamin Lundy, che in precedenza aveva curato Genius of Universal Emancipation. Quando John Greenleaf Whittier subentrò nel 1838, fu ribattezzato Pennsylvania Freeman. Doveva essere trasferito nella Pennsylvania Hall, ma fortunatamente non lo aveva ancora fatto quando avvenne l'incendio doloso.

## Materiale d'archivio
La Historical Society of Pennsylvania conserva i verbali di tutte le riunioni della Società, tra il 1837 e il 1856, il suo libro contabile e altro materiale.